# ماکسیمیلیان روپ
ماکسیمیلیان روپ (انگلیسی: Maximilian Rupp؛ زادهٔ ۶ ژانویهٔ ۱۹۹۵) بازیکن فوتبال اهل آلمان است.
از باشگاه‌هایی که در آن بازی کرده‌است می‌توان به باشگاه فوتبال زاربروکن اشاره کرد.